# エドワード・ヴァイダ
エドワード・ヴァイダ（Edward Vajda　1958年9月10日-）はアメリカの歴史言語学者である。

## 人物
ウェスタンワシントン大学所属。
シベリアのケット語が北アメリカのナ・デネ語族と同系統であるとし、デネ・エニセイ語族の存在を提唱した事で知られる。
ソ連崩壊後の1990年代にケット語を勉強し始め、ドイツでケット語話者にインタビューを行い、以降フィールドワークを行うため、シベリア南西部のトムスクに渡った。2008年8月、彼は北アメリカの人間として初めてケット人の祖地であるシベリア北中部のトゥルハンスキー地方に渡り、現存するケット語話者に対して集中的にフィールドワークを行った。2010年には67ページにわたる論文A Siberian link with Na-Dene languagesがアラスカ大学から出版されている。